# Кастель-д’Арио
Кастель-д’Арио (итал. Castel d'Ario) — коммуна в Италии, располагается в регионе Ломбардия, в провинции Мантуя.
Население составляет 4224 человека (2008), плотность населения составляет 192 чел./км². Занимает площадь 22 км². Почтовый индекс — 46033. Телефонный код — 0376.
В коммуне 15 августа особо празднуется Успение Пресвятой Богородицы.

## Демография
Динамика населения:

## Администрация коммуны
- Официальный сайт: http://www.comune.casteldario.mn.it/